# Eupithecia fredi
Eupithecia fredi is een vlinder uit de familie van de spanners (Geometridae). De wetenschappelijke naam van de soort is voor het eerst geldig gepubliceerd in 2012 door Mironov & Ratzel.
De vlinder heeft een voorvleugellengte van 9 tot 11,5 millimeter.
De soort komt voor in het oosten van Afghanistan.